# Seliza intera
Seliza intera är en insektsart som beskrevs av Medler 1996. Seliza intera ingår i släktet Seliza och familjen Flatidae. Inga underarter finns listade i Catalogue of Life.